# Viaduc de la ravine des Trois-Bassins
Le viaduc de la ravine des Trois-Bassins, parfois également appelé viaduc de Trois-Bassins ou viaduc des Trois-Bassins, est un viaduc construit à la frontière communale de Saint-Paul et Trois-Bassins, dans l'ouest de l'île de La Réunion, département et région d'outre-mer français dans l'océan Indien.

## Présentation générale
Long de 374 mètres et large de 22 mètres, cet ouvrage d'art situé au centre du tracé de la route des Tamarins permet le franchissement rapide de la ravine des Trois-Bassins, dont il enjambe la vallée, mais aussi une liaison routière plus directe entre Saint-Paul et L'Étang-Salé et donc entre Saint-Denis et Saint-Pierre. Il a été construit entre 2005 et début 2009.

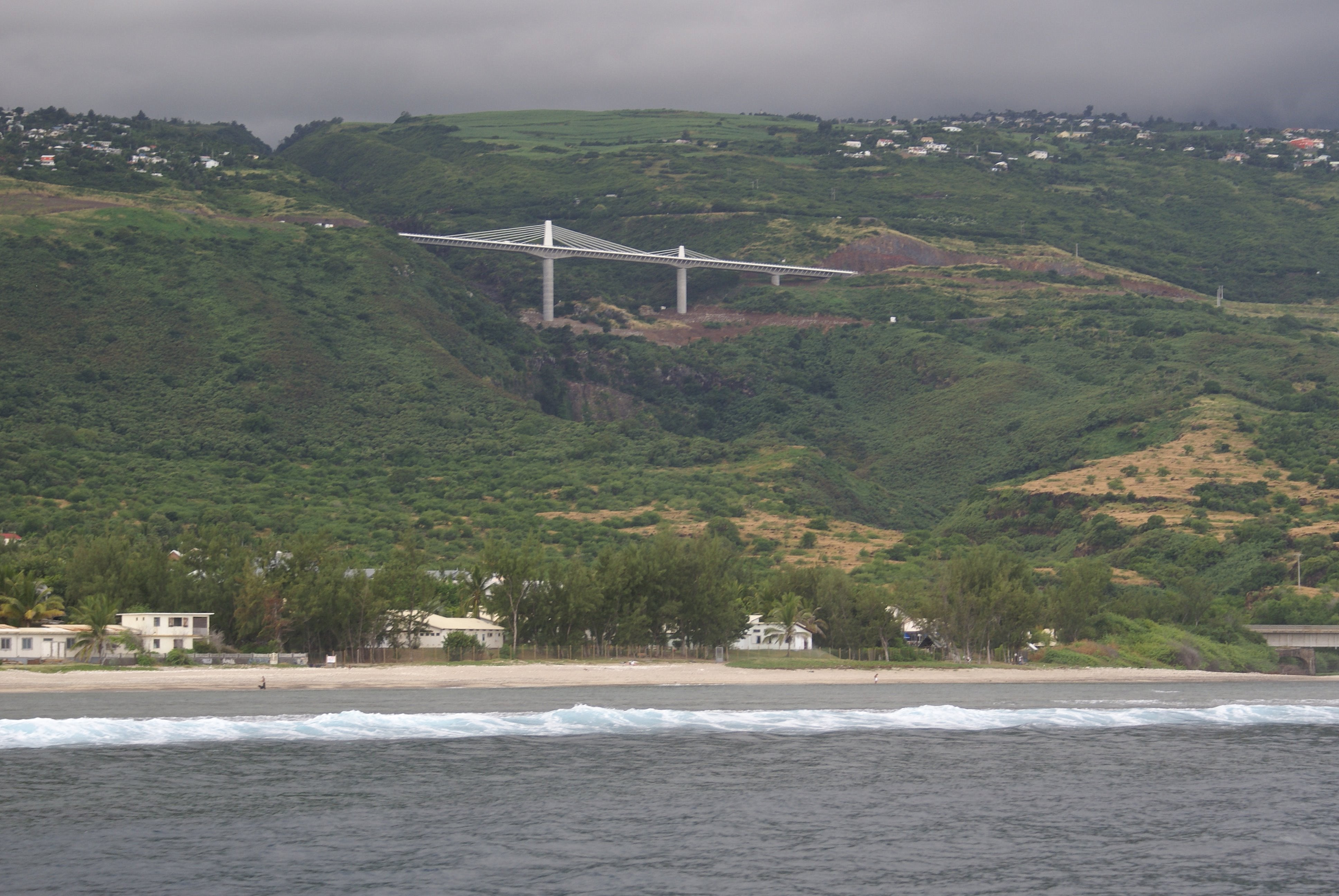

## Dimensions principales
- Longueur totale entre les appuis extrêmes avec la travée contrepoids : 367,80 m
- Longueur totale du tablier : 374 m
- Portées : 18,60 (travée contrepoids) - 126,00 - 104,40 - 75,60 - 43,20 m
- Hauteurs des piles : 
  - pile P1 : 48 m
  - pile P2 : 37 m
  - pile P3 : 8 m
- Largeur du tablier : 22 m
- Tablier en monocaisson en béton précontraint avec des bracons métalliques et précontrainte extradossée.
- Hauteur du caisson en béton précontraint : 4 m avec des goussets de hauteur variable au droit des piles donnant une épaisseur totale de :
  - pile P1 : 7,00 m
  - pile P2 : 5,80 m
  - pile P3 : 5,20 m
- Pente longitudinale du bablier : 3% descendante du nord (C0) vers le sud (C4)
- Le tablier a été réalisé en deux phases :
  - première phase : caisson en béton précontraint. Le tablier est réalisé en encorbellement symétrique à l'aide d'une paire d'équipages mobiles permettant de faire des voussoirs de 3,60 m de long.
  - seconde phase : pose des butons métalliques et bétonnage des encorbellements.
- Précontrainte extradossé au droit des piles P1 et P2. La précontrainte extradossée a permis de réduire de 30% la hauteur du tablier.

## Qualité des bétons
- béton de propreté : B16
- béton de substitution : C25/30
- béton de semelle : C35/45
- béton des appuis et des culées : C45/55
- béton du tablier : C60/75

## Principaux intervenants
- Maître d'ouvrage : Région Réunion
- Maître d'œuvre : groupement de maîtrise d'œuvre
  - Ingénierie : Arcadis ESG (mandataire), Coteba,
  - Architecture : Cabinet Strates, Jean-Vincent Berlottier, Damien Renaud
- Entreprises : groupement de constructeurs 
  - Eiffage Travaux Publics (mandataire),
  - Razel SA,
  - Matière.
    - Principaux sous-traitants :
      - Études de structureÉs : Secoa,
      - Conseil géotechnique : SEGC
      - Sondages complémentaires : Forintech
      - Confortement des talus : EI Montagne
      - Terrassements : Eiffage TP - Razel
      - Bétons : Lafarge Sobex,
      - Précontrainte : Eiffage TP division précontrainte (système DSI)
        - précontrainte de fléau intérieure au béton : câbles 12T15S et 19T15S
        - précontrainte de continuité extérieure au béton : câbles 1915S
        - précontrainte transversales dans le hourdis supérieur du tablier : câbles 4T15S
        - précontrainte extradossée : câbles 37T15S type DYNA Grip C37

      - Armatures passives : SAMT
      - Bracons métalliques : Matière
      - Coffrage des piles : Doka (P2 et P3) et Coffrage du Vallon (P1)
      - Coffrage des voussoirs sur piles : Simpra
      - Équipages mobiles du tablier : ERSEM
      - Appareils d'appui du tablier : Étic
      - Corniches caniveaux : TCMI
      - Étanchéité du tablier : Eurovia,
      - Habillage des mâts de la précontrainte extradossée : Decomo